# شعاع النسر المرقط
شعاع النسر المرقط (Aetobatus narinari) هو سمكة غضروفية من عائلة شعاع النسر، مليوبيتداي. كما هو معترف به تقليديًا، يوجد على مستوى العالم في المناطق الاستوائية، بما في ذلك المحيط الأطلسي والمحيط الهادئ والمحيط الهندي. قامت السلطات الأخيرة بتقييده على المحيط الأطلسي (بما في ذلك منطقة البحر الكاريبي وخليج المكسيك) مع مجموعات سكانية أخرى معترف بها على أنها شعاع النسر ذو العينين وشعاع النسر الأبيض المحيط الهادئ (غالبًا ما تُرى أشعة النسر المرقطة بمفردها، ولكنها تسبح أحيانًا في مجموعات. هم من البيوض، الأنثى التي تحتفظ بالبيض ثم تطلق الصغار كنسخ مصغرة من الوالد.
يمكن التعرف على هذا الشعاع من خلال سطحه الظهري الداكن المغطى ببقع أو حلقات بيضاء. بالقرب من قاعدة ذيل الشعاع الطويل نسبيًا، خلف زعانف الحوض مباشرة، توجد العديد من اللسعات الشائكة السامة. تتغذى أشعة النسر المرقطة عادةً على الأسماك الصغيرة والقشريات، وفي بعض الأحيان تحفر بأنوفها بحثًا عن الطعام المدفون في رمال قاع البحر. عادة ما تُلاحظ هذه الأشعة وهي تقفز من الماء، وفي مناسبتين على الأقل تم الإبلاغ عن قفزها في القوارب، في حادث واحد أدى إلى وفاة امرأة في فلوريدا كيز. يتم اصطياد شعاع النسر المرقط بواسطة مجموعة متنوعة من أسماك القرش. تعتبر الأشعة شبه مهددة على القائمة الحمراء للأنواع المهددة بالانقراض. يتم صيدها بشكل رئيسي في جنوب شرق آسيا وأفريقيا، والسوق الأكثر شيوعًا هو التجارة التجارية وأحواض الأسماك. إنها محمية في الحاجز المرجاني العظيم.

## التصنيف
وُصف شعاع النسر المرقط لأول مرة من قبل عالم النبات السويدي بينجت أندرس يوفراسين على أنه «راجا ناريناري Raja narinari» في عام 1790م من عينة تم جمعها في مكان غير معروف (ربما ساحل البرازيل) خلال رحلة قام بها إلى جزر الأنتيل، وتم تصنيفها لاحقًا على أنها «ستواسودون ناريناري Stoasodon narinari». اسم جنسها الحالي هو ايتوباتوس، مشتق من الكلمات اليونانية أيتوس (نسر) وباتيس (راي). ينتمي شعاع النسر المرقط إلى مليوبيتداي، والتي تشمل أسماك شيطان البحر المعروفة. تسبح معظم أنواع الأشعة في عائلة مليوبيتداي في المحيط المفتوح بدلاً من قرب قاع البحر.
على الرغم من الاعتقاد التقليدي بأن يكون شعاع النسر المرقط له انتشار في جميع المحيطات الاستوائية في جميع أنحاء العالم إلا أن السلطات المعنية قصرت تواجد شعاع النسر المرقط الحقيقي علي المحيط الأطلسي فقط وذلك بناء" علي الأدلة الجينية والمورفولوجيا أي علم التشكيل في علم الأحياء. أما شعاع النسر المرقط الأبيض (Aetobatus laticeps) فهو من قاطني المنطقة المشتركة بين المحيطين الهادي والهندي وشعاع النسر العيني (Aetobatus ocellatus) فهو من قاطني شرق المحيط الهادي.
وشعاع النسر المرقط له العديد من الأسماء الشائعة المختلفة من ضمنها شعاع النسر المرقط الابيض أو الزلاجة المغطاة أو الشعاع المغطى أو شعاع منقار البطة أو شعاع منقار البطة المرقط.

## الوصف والسلوك
شعاع النسر المرقط له جسم مفلطح على شكل قرص، وعلي ظهره بقع من اللون الازرق الغامق أو الأسود تصاحبها بقعا" بيضاء اللون أما بالنسبة لجلد البطن فهو ابيض اللون، وأنفه له شكل مسطح مميز يشبه منقار البط. ذيله أطول من ذلك الموجود في أشعة النسر الأخرى وقد يحتوي أشواكا" سامة من 1 إلي 3 أزواج خلف زعانف الحوض مباشرةً. يحتوي النصف الأمامي من القرص الصدري الطويل والشبيه بالجناح على خمس خياشيم صغيرة في جانبه السفلي.
يمكن أن يصل طول شعاع النسر المرقط الناضج إلى 5 أمتار (16 قدمًا) و أكبر أجنحته يصل طوله إلى 3 أمتار (10 أقدام) وكتله 230 كيلوجرامًا (507 رطلاً).

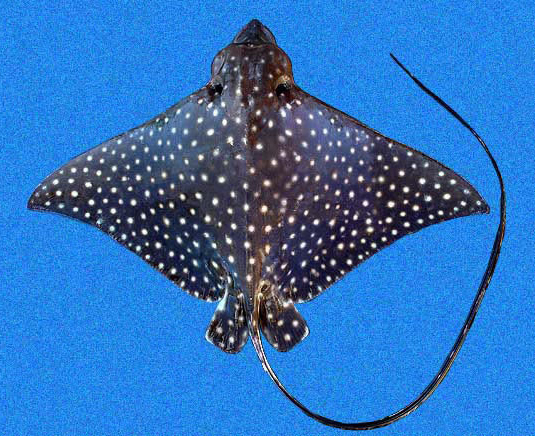
الظهر
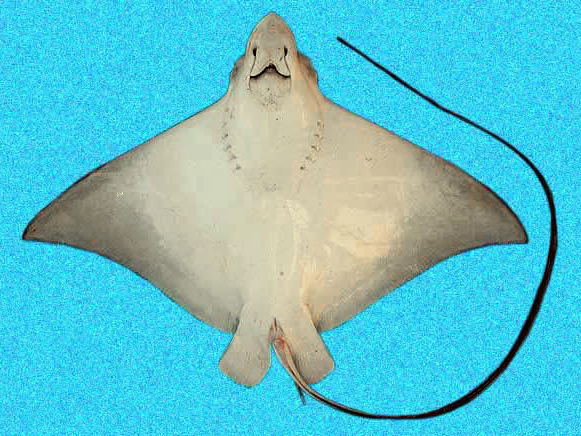
البطن
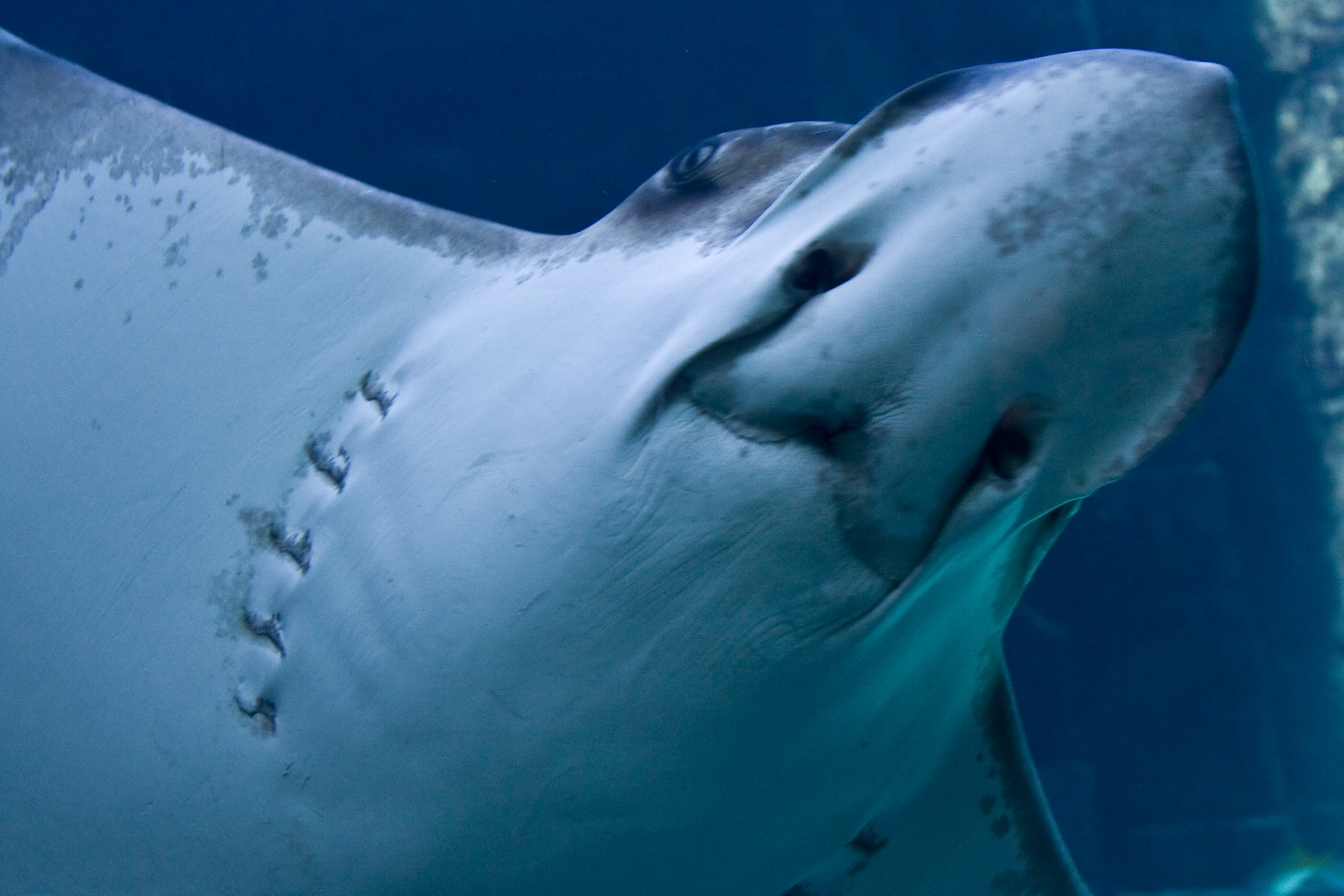
صورة مقربة للرأس
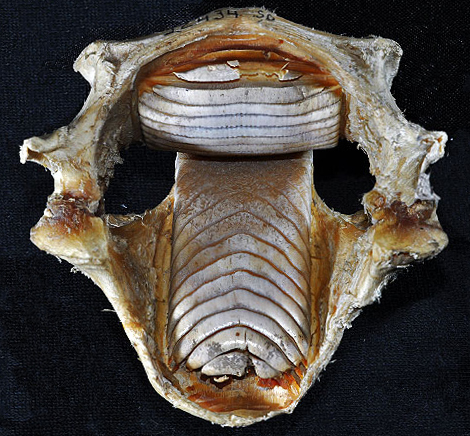
الفك

### التكاثر
يقوم ذكر واحد وفي بعض الأحيان العديد منهم بملاحقة أنثى واحدة، وعندما يقترب أحدهم منها يستخدم فكه العلوى ليتشبث بضهرها ثم يقوم بتقليبها عن طريق سحبها من إحدى زعانفها الصدرية الموجودة علي جانبي جسدها. وبمجرد أن يصبح الذكر فوق بطن الانثى يغرز مشبك" فيها وبذلك يتصل بطنه ببطنها وجانبه السفلى بجانبها السفلى وتستمر عملية التزاوج من 30 إلي 90 ثانية.
يتكاثر شعاع النسر المرقط بطريقة بيوضية ولودية، يظل البيض داخل الانثى حتى يفقس واثناء ذلك يتغذى من الحويصلة السُريّة حتى لحظة الولادة، وبعد فترة حمل مدتها عام تضع الأم أربع صغار بحد اقصى.
صغار شعاع النسر المرقط يتراوح طولها عند الولادة مابين 17 إلي 35 سم، وتصل إلى مرحلة البلوغ بعد 4 أو 6 سنوات.

### التغذية
يتغذى شعاع النسر المرقط بشكل رئيسي على ذوات الصدفتين وسرطان البحر والحلزونات وكائنات القاع، كما تتغذى أيضًا علي الرخويات والقشريات وخاصةً القشريات الرخوة والسرطان الناسك والروبيان والأخطبوط وبعض الأسماك الصغيرة.
يساعد هيكل الأسنان المتخصص على شكل شيفرون شعاع النسر المرقط على سحق أصدف الرخويات الصلب.  تطور فك هذا النوع من الأشعة المرقطة وأصبح لديه دعامات متكلسة تساعدها على اختراق أصداف الرخويات، وهذا عن طريق دعم الفكين والقدرة على منع الخدوش من الفريسة الصعبة.  تتمتع هذه الأشعة بسلوك فريد يتمثل في الحفر باستخدام أنفها في رمال المحيط.  أثناء القيام بذلك الحفر تحيط بالأشعة سحابة من الرمل وتنبعث الرمل من الخياشيم. أظهرت إحدى الدراسات أنه لا توجد فروق في العادات الغذائية بين الذكور والإناث أو في الأشعة الأخرى في المناطق المختلفة من أستراليا وتايوان.

### السلوك

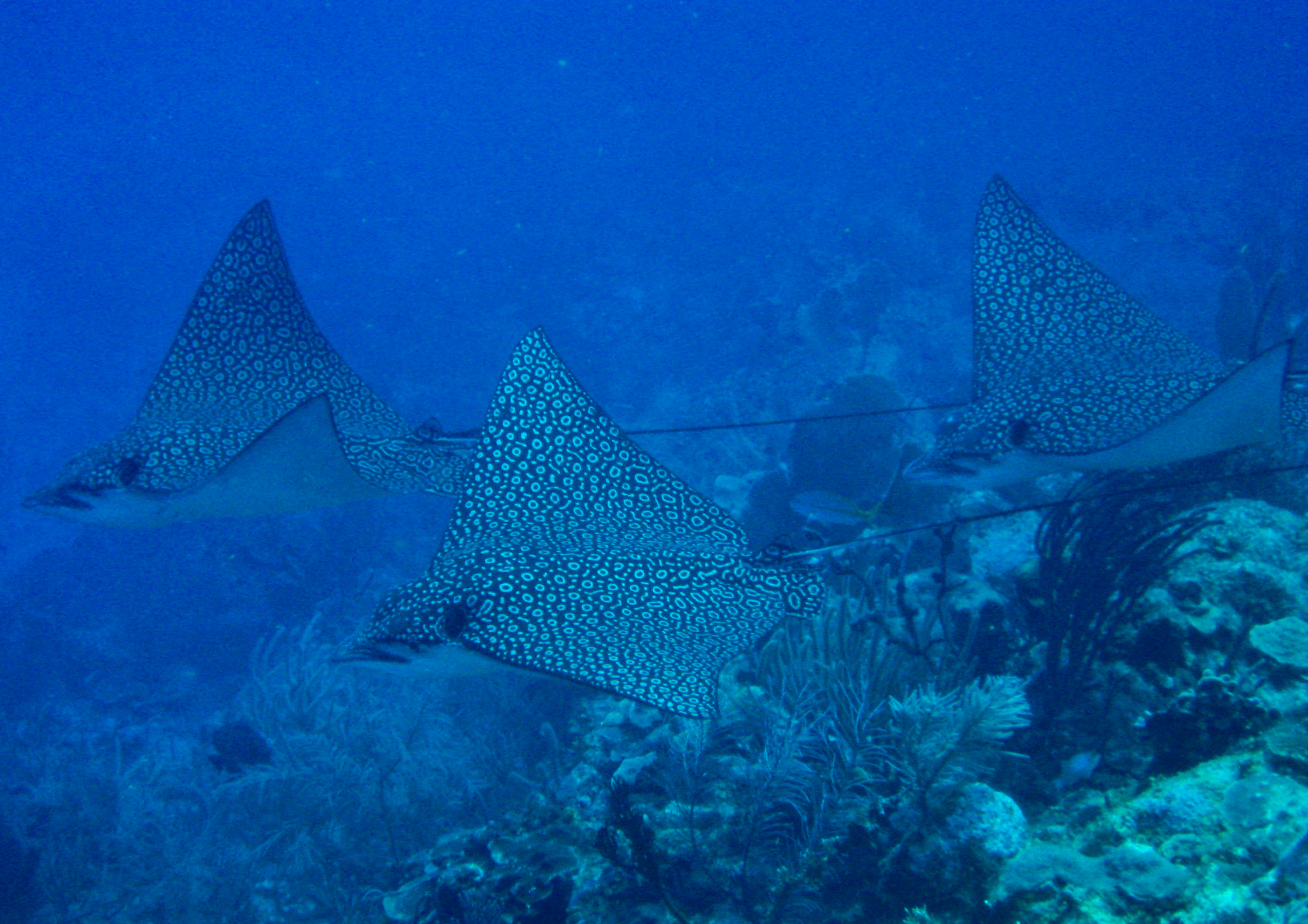
ثلاث أشعة مرقطة في بليز. أشعة النسر المرقطة اجتماعية وغالبًا ما توجد في قطعان.

تفضل أشعة النسر المرقطة السباحة في المياه التي تتراوح درجة حرارتها من 24 إلى 27 درجة مئوية (75 إلى 81 درجة فهرنهايت). تتأثر حركتهم اليومية بالمد والجزر، أظهرت إحدى دراسات التي تتتبعهم أنهم أكثر نشاطًا أثناء ارتفاع المد. ينتشر بين الأشعة المرقطة تصرف فريد وخاص بهم، فهم يحفرون في الرمال مستخدمين أنوفهم، ويحيطون أنفسهم بسحابة من الرمل تنبعث من خياشيمهم. كما أنها تقوم بالإستعراض حيث تقوم بحركتين يتم فيهما تحريك البطن والزعانف الصدرية بسرعة لأعلى ولأسفل «الدفع الحوضي والدفع الحوضي الشديد». عادةً ما يتم تنفيذ الدفع الحوضي بواسطة سمكة شعاع منفردة، ويتكرر الدفع الحوضي من أربع إلى خمس مرات بسرعة. يُلاحظ الدفع الحوضي الشديد بشكل أكثر شيوعًا عندما يسبح الشعاع في قطيع، والذي سوف ينفصل عن القطيع قبل أن يندفع بقوة بزعانفه الصدرية. كما تؤدي الأشعة أيضًا الانخفاضات والقفزات، في حالة الغطس سوف يغوص الشعاع ثم يعود سريعًا، وربما يكرر هذا الحركة خمس مرات متتالية. هناك نوعان رئيسيان من القفزات: في أحدهما، يدفع الشعاع نفسه عموديًا خارج الماء، ويعود إليه على نفس الخط، والآخر عندما يقفز الشعاع بزاوية 45 درجة، وغالبًا ما يتكرر ذلك عدة مرات بسرعات عالية. تُرى الأشعة بشكل شائع بمفردها عندما يكون الشعاع في المياه الضحلة أو خارج مناطق السباحة العادية. ولكنها تتجمع أيضًا على شكل قطعان. أحد أشكال ترحالهم يسمى «التجمع الحُر»، وهو عندما يسبح ثلاثة إلى ستة عشر شعاعًا في مجموعات حرة، وذلك مع حدوث بعض التفاعلات بينهم من حين لأخر. يتكون القطيع عادة من ستة أشعة أو أكثر تسبح في نفس الاتجاه وبنفس السرعة تمامًا.

## التفاعل مع البشر
على الرغم من حجمه الكبير كانت البقع الموجودة على ظهر شعاع النسر المرقط من أهم عوامل الجذب ولهذا كان يُعرض في الأحواض المائية، وبسبب حجمه كان يتم الاحتفاظ به في أحواض السمك العامة فقط. لا توجد مصايد تستهدف صيد شعاع النسر المرقط، ولكن غالبًا ما يتم اصطياده بغير قصد حيث يحدث ذلك بشكل عرضي. تم الإبلاغ عن عدة حوادث قفز فيها شعاع النسر المرقط من الماء على القوارب وهبط بين الناس. ومع ذلك لا تشكل أشعة النسر المرقطة تهديدًا كبيرًا للإنسان، لأنها خجولة وتتجنب الاتصال البشري بشكل عام. تم الإبلاغ عن تفاعل حدث بين أشعة النسر المرقطة وأحد الغطاسين في منطقة البحر الكاريبي خاصة في جامايكا. وحدث هذا التفاعل مع شعاع نسر واحد واثنين وفي بعض الأحيان ثلاثة أشعة نسر مرقطة. قد تُظهر الأشعة سلوكًا فضوليًا مشابهًا لذلك الموجد عندالبشر والذي قد يعطى فرصة للغطس لمراقبة شعاع النسر الذي بدوره يبطئ من سرعته لمشاركة المزيد من الوقت مع المراقب البشري الأبطأ بكثير، ويحدث هذا إذا بدا أن المراقب البشري لا يشكل تهديدًا أو يكون مثيرًا للاهتمام بالنسبة لشعاع النسر المرقط.

## المفترسات والطفيليات

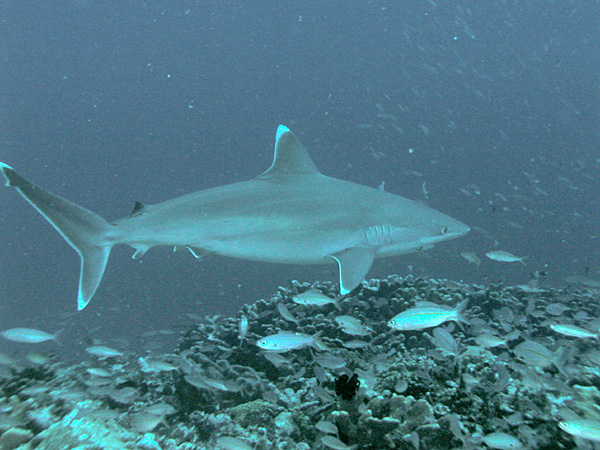
لقرش الفضي هو أحد مفترسى شعاع النسر المرقط

أشعة النسر المرقطة مثلها مثل العديد من الأشعة الأخرى، غالبًا ما تقع ضحية لأسماك القرش مثل القرش النمر، والقرش الليموني، والقرش الثور، والقرش الفضي، وقرش المطرقة العظيم.  تمت ملاحظة قرش كبير من قروش المطرقة العظيمة وهي تهاجم شعاع نسر مرقط في المياه المفتوحة عن طريق  عضه عضة كبيرة من إحدى زعانفه الصدرية، مما أدي إلى إعاقة شعاع النسر المرقط. ثم استخدمت سمكة القرش رأسها لتثبيت الشعاع في القاع وتلف الشعاع حول محوره لتتمكن من إدخال رأسه في فكيها أولاً. كما لوحظ أن أسماك القرش تُراقب وتلحق إناث أشعة النسر المرقطة أثناء موسم الولادة، وتتغذى على أطفالها حديثي الولادة.

مثل الأشعة الأخرى تعتبر أشعة النسر المرقطة مضيفة لمجموعة متنوعة من الطفيليات. ومن ضمنها الطفيليات الداخلية مثل Nematode، وgnathostomatid،و Echinocephalus sinensisالموجودة في الأمعاء الحلزونية. والطفيليات الخارجية مثل (Monogenea، وmonocotylid، وDecacotyle octona ، وDecacotyle elpora ، وThaumatocotyle pseudodasybatis )الموجودة على الخياشيم.

## التوزيع والسكن

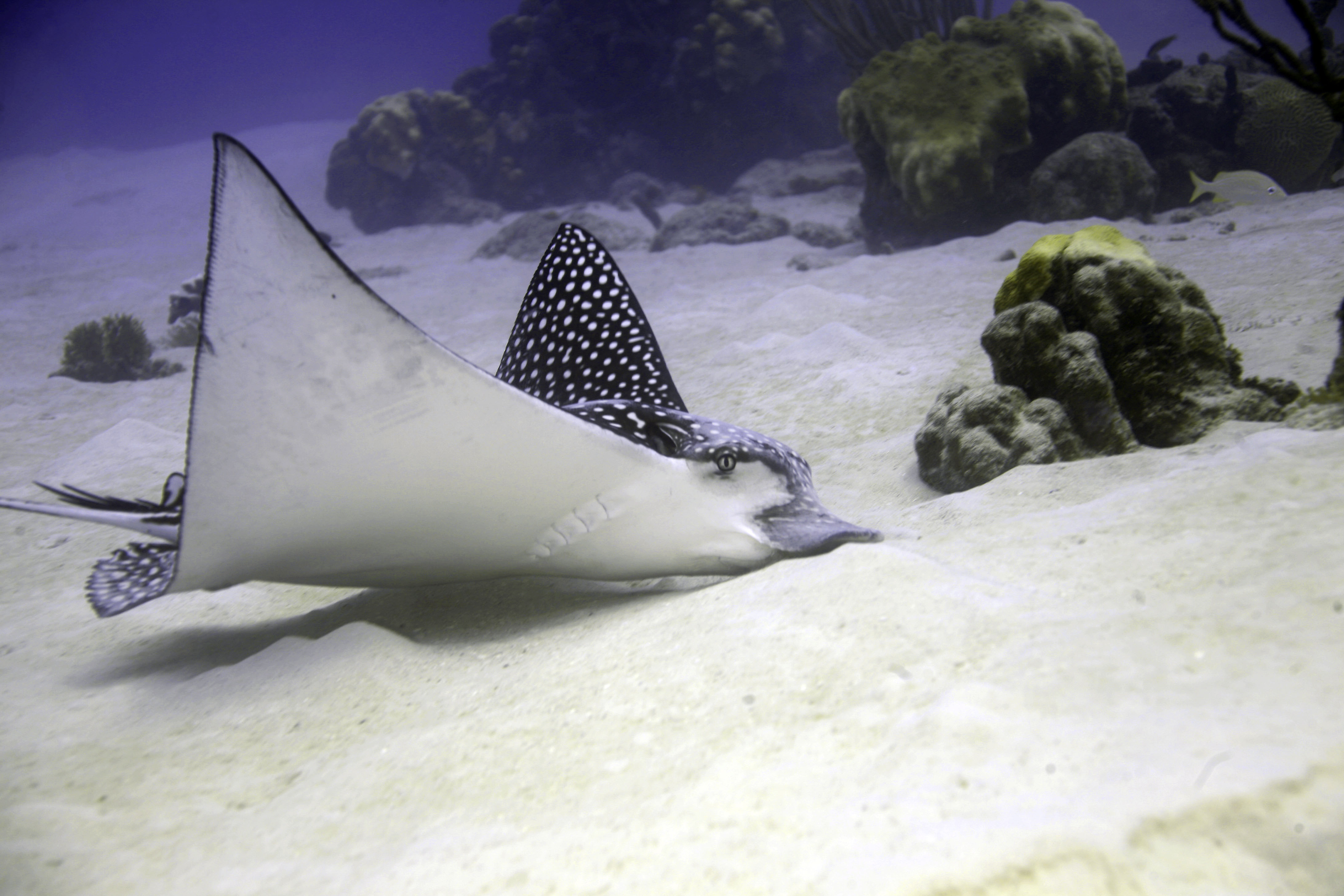
شعاع نسر يبحث في القاع عن الطعام في كوراساو، جزر الأنتيل الهولندية

كما هو معروف توجد أشعة النسر المرقطة عالميًا في المناطق الاستوائية وتحديدًا في ثلاث مناطق:
الأولى منطقة تلاقي المحيط الهادي والهندي في غرب المحيط الهادئ، والثانية المحيط الهندي، والثالثة منطقة غرب المحيط الأطلسي.
تم العثور على بعضها في المياه الساحلية الضحلة بجانب الشعاب المرجانية وفي الخلجان، في أعماق تصل إلى 80 مترًا (262 قدمًا). كما عُثر على أشعة النسر في المياه الدافئة والمعتدلة في جميع أنحاء العالم. كما تتواجد في غرب المحيط الأطلسي قبالة الساحل الشرقي للولايات المتحدة الأمريكية، وتيار الخليج، ومنطقة البحر الكاريبي، وأسفل الجزء الجنوبي من البرازيل. أما بالنسبة للمحيط الهندي فيمتد تواجد شعاع النسر منه وحتى البحر الأحمر نزولاً إلى جنوب إفريقيا وشرقاً إلى بحر أندامان. يمكن العثور عليها في غرب المحيط الهادئ بالقرب من اليابان وشمال أستراليا. أما وسط المحيط الهادئ يمكن العثور عليها في جميع أنحاء جزر هاواي، وفي شرق المحيط الهادئ توجد في خليج كاليفورنيا نزولاً عبر بويرتو بيزارو، وهي منطقة تضم جزر غالاباغوس. تُرى أشعة النسر في الغالب في الخلجان والشعاب المرجانية. تقضى أشعة النسر معظم أوقتها في السباحة بحرية في المياه المفتوحة، عامةً على شكل قطعان قريبة من السطح، ويمكنها السفر لمسافات طويلة في يوم واحد. 
الأشعة الموجودة في هذه المناطق تختلف اختلافًا كبيرًا في علم الوراثة والتشكل. نتيجة لذلك ، قامت السلطات المعنية بتصنيفه حديثًا إلى ثلاثة مجموعات: حيث حصرت تواجد شعاع النسر المرقط الحقيقي (A. narinari) على المحيط الأطلسي، في حين أن قاطنى منطقة تلاقى المحيطين الهندي والهادي هم شعاع النسر العيني (A. ocellatus)، أما شرق المحيط الهادئ فيقطنه شعاع النسر الأبيض المرقط (A. laticeps).

## الحماية
تم إدراج شعاع النسر المرقط في «القائمة الحمراء للأنواع المهددة بالانقراض» للاتحاد الدولي للحفظ  على الطبيعة باعتباره «شبه مهدد». يتم اصطياد هذه الأشعة بشكل رئيسي في جنوب شرق آسيا وأفريقيا. كما أنها منتشرة في سوق الحياة البحرية التجاري ويتم عرضها في أحواض السمك. من بين الجهود العديدة للمساعدة في حماية هذا النوع قرار جنوب أفريقيا الذي أمر بنشر عدد أقل من شباك أسماك القرش الواقية وقد أدى ذلك إلى خفض عدد الوفيات الناجمة عن التشابك. كما وضعت جنوب إفريقيا قيودًا على عدد الأشعة التي يمكن شراؤها لكل شخص يوميًا. في ولاية فلوريدا الأمريكية يتم حظر صيد وبيع وشراء والمتاجرة بأشعة النسر المرقطة. هذا الشعاع محمي أيضًا في الحيد المرجاني العظيم على الساحل الشرقي لأستراليا.
يوجد في أوروبا برنامج تربية(ESB) لأشعة النسر المرقطة لتقليل الصيد الفردي الذي  يتم لصالح الأحياء المائية العامة. منذ بداية عام 2018م احتفظت حديقة حيوان برجر بدفتر أنساب أشعة النسر المرقط. ومنذ عام 2018م أصبحت حديقة حيوان فروتسواف هي الحارس الجديد لهذا الدفتر. كانت حديقة حيوان برجرز أيضًا أول مكان في أوروبا تتكاثر فيها هذة الأنواع وفي عام 2018م كانت أكثر مربي للحيوانات البحرية نجاحًا في جميع أنحاء العالم حيث كان هناك أكثر من 55 عملية ولادة ناجحة.

## قائمة المراجع
- Carpenter، Kent E.؛ Niem، Volker H. (1999). "Batoid fishes". The Living Marine Resources of the Western Central Pacific (PDF). Batoid fishes, chimaeras and bony fishes. ج. 3. ص. 1511, 1516. ISBN:92-5-104302-7.[وصلة مكسورة]
- Chapman، D.D.؛ Gruber، S.H. (مايو 2002). and Gruber_2002.pdf "A further observation of the prey-handling behavior of the great hammerhead shark, Sphyrna mokarran: predation upon the spotted eagle ray, Aetobatus narinari" (PDF). Bulletin of Marine Science. ج. 70 ع. 3: 947–952. مؤرشف من الأصل (PDF) في 2013-07-31. اطلع عليه بتاريخ 2011-10-31. {{استشهاد بدورية محكمة}}: تحقق من قيمة |مسار أرشيف= (مساعدة)
- Silliman، William R.؛ Gruber، S.H. (1999). and Gruber_1999.pdf "Behavioral Biology of the Spotted Eagle Ray, Aetobatus narinari (Euphrasen, 1790), in Bimini, Bahamas; an Interim Report" (PDF). مؤرشف من الأصل (pdf) في 2013-07-31. اطلع عليه بتاريخ 2011-10-31. {{استشهاد ويب}}: تحقق من قيمة |مسار أرشيف= (مساعدة)
- Tee-Van، John (1953). "Family Myliobatidae, Genus Aetobatus". Fishes of the western North Atlantic, part two. New Haven,Sears Foundation for Marine Research, Yale Univ. ص. 253–263. مؤرشف من الأصل في 2021-12-30. اطلع عليه بتاريخ 2011-10-27.

## وصلات خارجية
- Information and pictures of the spotted eagle ray
- White-spotted Eagle Ray, Aetobatus narinari (Euphrasén, 1790) – المتحف الأسترالي
- Species Description of Aetobatus narinari at www.shark-references.com